# Philip Kelland

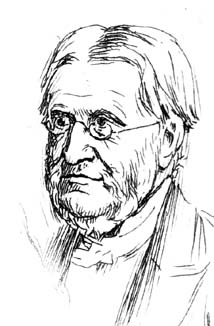
Philip Kelland, um 1870

Philip Kelland (* 17. Oktober 1808 in Dunster, Somerset; † 7. Mai 1879 in Bridge of Allan, Stirlingshire, Schottland) war ein britischer Mathematiker und Präsident der Royal Society of Edinburgh.

## Leben und Wirken
Kelland wurde als Sohn eines Pfarrers geboren. Er studierte am Queens’ College der University of Cambridge und wurde privat von William Hopkins unterrichtet. 1834 machte er seinen Abschluss als Senior Wrangler. Er wurde in der Kirche von England ordiniert. Von 1834 bis 1838 war er Fellow des Queens’ College. 1838 wurde er zum Professor für Mathematik an der University of Edinburgh ernannt und trat damit die Nachfolge von William Wallace an. Er war der erste in England geborene und ausschließlich in England ausgebildete Inhaber dieses Lehrstuhls.
In Edinburgh gehörte Kelland zusammen mit James David Forbes zu den einflussreichen Unterstützern von Reformen des schottischen Universitätssystems. Er war ein effektiver Reformer, der den Respekt seiner Kollegen gewann, und ein erfolgreicher und beliebter Hochschullehrer. 1838 wurde er zum Mitglied der Royal Society und 1839 der Royal Society of Edinburgh gewählt. Von 1857 bis 1866 war er Vizepräsident und von 1878 bis zu seinem Tod im Jahr 1879 Präsident der Royal Society of Edinburgh.
Seine wissenschaftlichen Arbeiten befassen sich hauptsächlich mit der Theorie der Wärme sowie Licht und Wasserwellen. In seinen theoretischen Arbeiten über Wasserwellen, die in den Transactions of the Royal Society of Edinburgh veröffentlicht wurden, versuchte er, Aspekte der wichtigen Experimente von John Scott Russell über Solitonen zu erklären, die damals in der Nähe von Edinburgh durchgeführt wurden. Seine Publikationen über Wasserwellen waren zwar in mancher Hinsicht mangelhaft, nahmen aber einige der Ergebnisse vorweg, die später von George Gabriel Stokes in dessen Arbeiten zur Hydrodynamik erzielt wurden.